# David Collins (gouverneur)
Pour les articles homonymes, voir David Collins et Collins.
David Collins, né le 3 mars 1756 à Londres et mort le 24 mars 1810 à Hobart, est un officier de marine et administrateur colonial britannique des XVIIIe et XIXe siècles. Il est le premier vice-gouverneur de la colonie de la Terre de Van Diemen, fondée en 1804, qui est devenue en 1901 l'État de Tasmanie lors de la création du Commonwealth australien.

## Biographie
Collins naît à Londres et a fait ses études à l'Exeter Grammar School avant de rejoindre les Royal Marines comme enseigne de vaisseau à l'âge de 14 ans. Il est promu sous-lieutenant le 20 février 1771. Il servait à bord du HMS Southampton lorsque la reine Mathilde de Danemark est sauvée de façon spectaculaire.
Collins partit en Amérique du Nord au début de 1775, et prit part à la bataille de Bunker Hill, où les Britanniques subirent de lourdes pertes, mais où il tint les hauteurs de Charlestown. Il fut promu lieutenant la semaine suivante.
En novembre 1776, il est affecté à Halifax, en Nouvelle-Écosse, où il rencontra et épouse Mary (Maria Stuart) Proctor, la fille du capitaine Charles Proctor, le 13 juin 1777.
Il est promu capitaine en juillet 1780. En février 1781 il rejoint le HMS Courageux dans la Channel Fleet, mais n'est pas affecté en mer. Après trois ans de demi-solde en poste à Chatham, il prend part à la First Fleet qui amenait les premiers colons et bagnards en Australie et le 20 janvier 1788, il est l'un des fondateurs de la colonie pénitentiaire de Nouvelle-Galles du Sud à Port Jackson (aujourd'hui Sydney) et en est le premier commissaire du gouvernement. Collins est alors chargé, sous les ordres du gouverneur, de créer la totalité des lois de la nouvelle colonie. Il publie toutes les ordonnances, décrets et procès, encaisse les taxes et, avec un autre juge de paix, forme le corps des magistrats.
Aux alentours de juin-juillet 1788, le gouverneur Arthur Phillip nomme Collins au poste de Secrétaire du Gouverneur, ou secrétaire de la colonie. Pendant huit ans, discrètement et efficacement, il est l'aide indispensable à l'administration du gouvernement de la Nouvelle-Galles du Sud. Il repart en Angleterre en septembre 1796
En avril 1802, Collins est chargé de créer une nouvelle colonie dont il est nommé vice-gouverneur sous les ordres du gouverneur de Nouvelle-Galles du Sud dans ce qui deviendra plus tard la colonie du Victoria à Sullivan Bay, Victoria sur la baie de Port Phillip. Il quitte l'Angleterre en avril 1803 à bord du HMS Calcutta, arriva à Port Phillip en octobre. Après avoir débarqué à Sullivan Bay près de l'actuelle ville de Sorrente, il envoie le lieutenant James Hingston Tuckey à bord du Calcutta explorer la baie de Port Phillip. Tuckey fait part de son mécontentement sur le site choisi et incite Collins à écrire au gouverneur King pour lui demander l'autorisation de quitter ce point de peuplement. Lorsque King accepta, Collins décide de s'installer sur la Derwent River. Il arrive sur place en février 1804 et établit un comptoir qui allait devenir la ville de Hobart.
Il meurt subitement à Hobart le 24 mars 1810 et est enterré sur place.
Collins n'a laissé aucun compte-rendu de son travail en tant que vice-gouverneur de Port Phillip, ni plus tard comme fondateur de Hobart. Collins a donné son nom à Collins Street, à Melbourne et Collins Street, à Hobart, en Tasmanie.